# Коробочка

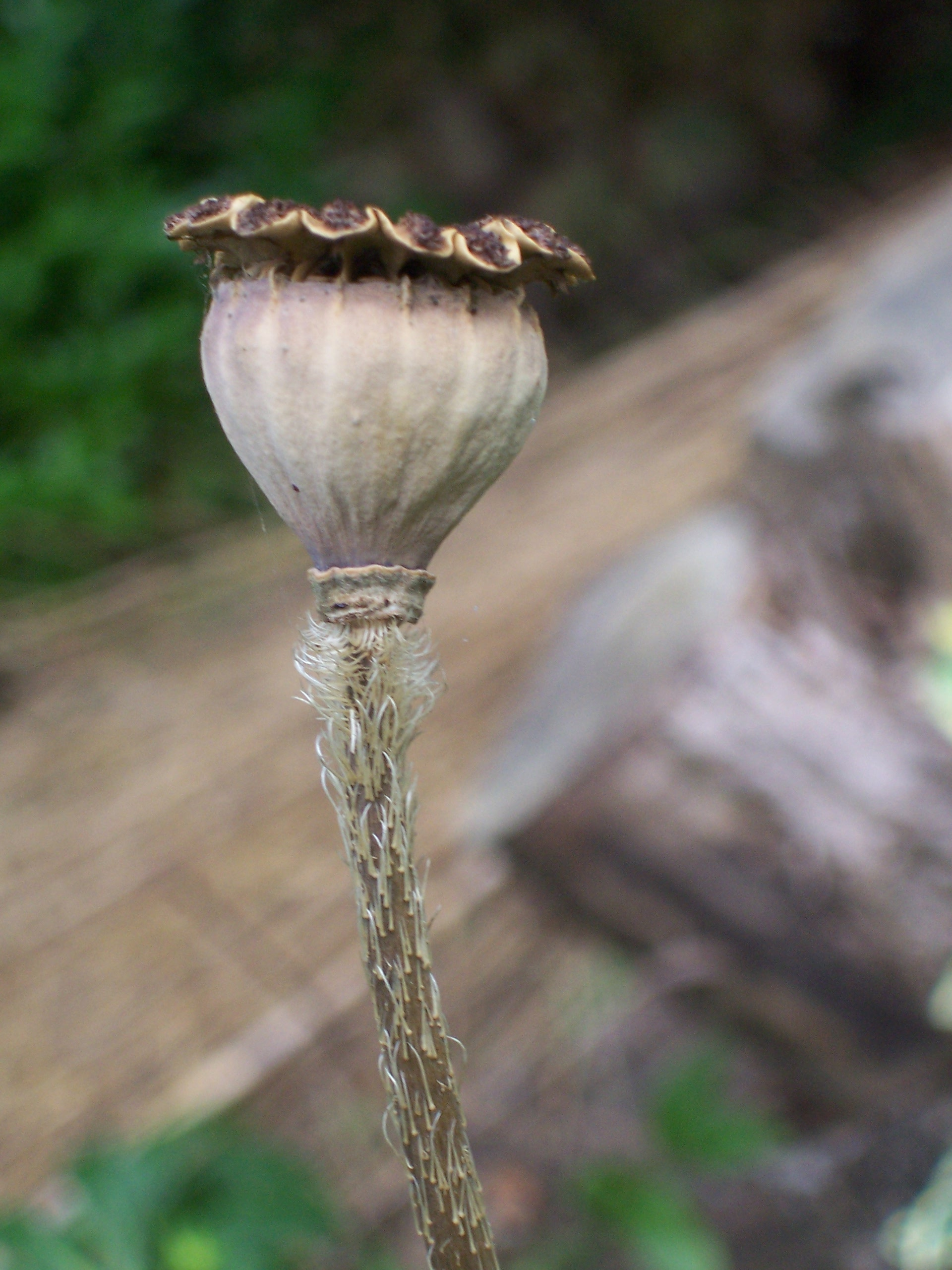
Коробочка мака

Коро́бочка — в ботанике тип простого, ценокарпного, сухого плода, производимого многими видами цветковых растений. Она представляет собой лопающийся или растрескивающийся плод, состоящий из двух и более плодолистиков, которые при созревании разделяются (раскрываются), чтобы освободить скопившиеся в них семена.

## Вскрытие коробочки
Освобождение семян из коробочки может происходить по-разному:
- Септицидная коробочка (от лат. septum — перегородка и caedere — резать, рубить) — разделение происходит на стыках перегородок плодолистиков (зверобой, рододендрон, табак, безвременник).
- Локулицидная коробочка (от лат. locullus — гнездо) вскрывается вдоль спинок плодолистиков — в этом случае по средней жилке раскрывается каждый плодолистик в отдельности (плоды эремуруса, лилии, тюльпана, гиацинта, лука, хлопчатника).
- Септифрагная коробочка (от лат. frangere — ломать, разламывать, раздроблять) вскрывается посредством обламывания, разрушения створок (вереск, дурман, некоторые молочайные)[1].

Иногда семена разбрасываются сквозь специальные поры. У бразильского ореха (Bertholletia excelsa) крышечка коробочки раскрывается, но отверстие слишком мало, чтобы выбросить порядка десяти семян — они прорастают внутри коробочки до тех пор, пока он не упадёт на землю.
Коробочки часто ошибочно принимают за орехи, как в случае с бразильским орехом или конским каштаном (Aesculus). В отличие от ореха она, расщепляясь, разбрасывает семя, в то время как орехи являются сложными завязями, содержащими одно семя, не расщепляются и не освобождают содержимое.
Примерами растений, у которых плод коробочка, могут быть мак, лилия, орхидеи, ива, хлопок.

## Эволюция
Коробочка, эволюционируя и видоизменяясь, образовала другие типы сухих плодов, раскрывающиеся и нераскрывающиеся.